# ツーナッカン
ツーナッカンは、吉本興業東京本社（東京吉本）に所属する日本のお笑いコンビ。過去に岡山吉本に所属していた。2人とも広島県広島市出身。

## メンバー
中本 幸一（なかもと こういち、1976年7月11日（49歳）- ）
ボケ・ネタ作り担当、立ち位置は向かって左。
- 身長169cm、体重64kg。血液型O型。
- 趣味はお酒、特技は清掃。
- 広島市立井口中学校、山陽高等学校卒業。
- 高校卒業後にNSC大阪校を受験するが不合格となる。
- 千原ジュニア（千原兄弟）率いる「Jリーグ」の一員としてメディアに出演していた。

中山 逸紀（なかやま いつき、1976年5月10日（49歳） - ）
ツッコミ担当、立ち位置は向かって右。
- 身長173cm、体重60kg。血液型B型。
- 趣味はお酒、特技は天ぷらを揚げること。
- ややハイトーンなツッコミが特徴。
- 山陽高等学校卒業。
- NSC大阪校20期に数日間のみ在籍していた。

## 略歴
広島県の高校で3年間同じクラスとなり、「貧乏でも面白くなれば女の子にモテる」という理由で芸人を志す。
バイトで資金を溜めNSC大阪校に入校する予定だったが、中山は受かり中本は不合格となる（経済的事情からポケベルしか連絡手段がなく、連絡先に記載したところ「社会人としてどうか」と不信を招いた）。中山は約一カ月でNSCを辞め、共にバイト生活に突入する。
2丁目劇場やbaseよしもとなどのオーディションライブに挑むがくじ引きで外れ続け、大阪の吉本社員から「広島出身なら岡山吉本はどうだ」と声をかけられ、岡山吉本で活動を始める。
2005年に岡山吉本が撤退することになり、東京へ活動の場を移す。
しかし東京ではすでにNSC仲間で横のつながりができており、なかなかなじめずAGE AGE LIVEでもC ageやMAE ageに留まり昇格できない日々を過ごす。長きにわたって露出が少ない時代が続いていたが、2023年のTHE SECOND 〜漫才トーナメント〜では全くのノーマークの状態で選考会を勝ち上がり、ノックアウトステージ32→16に進出を果たす（三日月マンハッタンに265点対269点で敗れベスト32）。
2024年のTHE SECONDでは選考会で敗退したものの、ベスト34でノックアウトステージリザーバー（欠員が出た場合の控え）の役目を担った（ベスト33のCOWCOWがノックアウトステージに出場したため）。
2025年のTHE SECONDは選考会を通過し、2年ぶりにノックアウトステージ32→16に進出した(タモンズに268点対287点で敗れベスト32)。
ヨシモト∞ホールムゲンダイユース所属を経て、2025年4月よりよしもと漫才劇場東京所属メンバー。

## 賞レース成績

### M-1グランプリ
| 年度   | 成績      | 会場                     | 日時       |
| ------ | --------- | ------------------------ | ---------- |
| 2001年 | 2回戦進出 |                          |            |
| 2002年 | 2回戦進出 |                          |            |
| 2003年 | 3回戦進出 | ルミネtheよしもと        | 2003/11/09 |
| 2004年 | 2回戦進出 | パナソニックセンター東京 | 2004/10/30 |
| 2005年 | 2回戦進出 | パナソニックセンター東京 | 2005/11/06 |
| 2006年 | 2回戦進出 | ラフォーレ原宿           | 2006/11/03 |
| 2007年 | 2回戦進出 | ラフォーレ原宿           | 2007/11/03 |
| 2008年 | 3回戦進出 | ルミネtheよしもと        | 2008/11/14 |
| 2009年 | 3回戦進出 | ルミネtheよしもと        | 2009/11/26 |
| 2010年 | 3回戦進出 | よしもとプリンスシアター | 2010/11/14 |
| 2015年 | 3回戦進出 | ルミネtheよしもと        | 2015/10/22 |

### キングオブコント
- キングオブコント2008 1回戦敗退
- キングオブコント2009 2回戦進出
- キングオブコント2010 2回戦進出
- キングオブコント2011 3回戦進出
- キングオブコント2012 1回戦敗退

### THE MANZAI
- THE MANZAI2011 1回戦敗退
- THE MANZAI2012 1回戦敗退
- THE MANZAI2013 2回戦進出

### THE SECOND
- THE SECOND 〜漫才トーナメント〜2023 開幕戦ノックアウトステージ32→16進出
- THE SECOND 〜漫才トーナメント〜2024 選考会敗退　ノックアウトステージリザーバー（ベスト34）
- THE SECOND 〜漫才トーナメント〜2025 開幕戦ノックアウトステージ32→16進出

## エピソード
- コンビ名の由来は、2人の苗字に共通して入っている「中（ナッカン）」から。中本のことを「ナッカン」と呼ぶ友だちがおり、「お前らもコンビ組むんだろう」と言われた中山が「おう、ツーナッカン」と返したことから[14]。
- 芸人になる前はマツダの工場に勤めていたが、同僚が全て外国人ばかりの環境になじめず退社した。
- ペナルティが広島へ来た時、「いつも見てます」と握手を求めたが「同業者だろ」と返された[15]。
- 中本は学生時代、近所のスーパーマーケットにトークショーの仕事として来ていた竹内力から帰り際に何十人もいる観客の中で彼だけ指差しされて「お前、いいな。いつか会えるような気がするよ。やりたいことやったほうがいいぞ」とエールを送られ、以前から憧れていた芸人への道を進む決意をした。その話を酒の席で千原ジュニア（千原兄弟）など複数の芸人と話していた際、店のドアが開いて偶然にも竹内が入ってきたため一同は驚愕。ドラマで共演して竹内と知り合いだった千原ジュニアが中本を紹介し（竹内の方は中本を覚えていなかった）、「お互いがんばりましょう」と握手を交わした[16]。
- 岡山吉本時代は看板芸人として活躍し、岡山ローカルの番組にも多数出演していた。
- 中本は既婚で二児の父。しかし第2子が生まれる頃に妻から「芸人としての夢は応援したいけど、そろそろ限界なのでちゃんと就職して」と言われハローワークに行ったものの、学歴も資格もないためまともな仕事が見つからず、仕方なく妻子を広島の実家に住まわせ別居することにした（のちに別居は解消）。芸人が多く勤める清掃会社のアルバイトで生計を立てている。
- 中山は既婚者だが、ライブ前に千原ジュニアから「独身は自分と中山だけだな」と言われた際に結婚していることを明かし、共演者やジュニアだけでなく相方の中本にも結婚していることを6年近く伝えていなかったことが判明した。
- 活動の中心は東京だが、沼津ラクーンよしもと劇場での人気が高く、定期的に出演を行っている。劇場支配人に「沼津の4番」と称されている。

## 芸風
- しゃべくり漫才。2000年代は設定を作ったうえでコント漫才を演じることもあったが、2025年現在は中本の身の回りに起こる実話をもとに漫才をすることが多い。中本が清掃の仕事での出来事や家庭での立ち位置などを愚痴りながら客席に悲哀を訴えかけ、中山が特徴的な高い声でツッコミを加える。
- コントは賞レースで思うような結果が出なかったため封印した。

## 出囃子
Shocking Lemon「Inner Light」(アニメ「はじめの一歩」OP曲)

## 出演
TV
- オールザッツ漫才 (2001年12月29日、毎日放送)
- オールザッツ漫才 (2002年12月29日、毎日放送)
- 爆笑オンエアバトル（2003年11月21日、NHK総合）戦績0勝1敗 最高209KB
- エンタの神様（2008年2月23日、日本テレビ）キャッチコピーは「K点声のオクターブ」
- エンタの天使（2009年11月27日、日本テレビ）キャッチコピーは「K点声のオクターブ」
- 聖夜のネタ祭!お笑いクリスマスショー!さまぁ～ずと102組の芸人で4時間SP!!(2015年12月22日、TBSテレビ)
- ドラマ 火花(7) (2017年4月9日、NHK総合)
- お笑い成人式2024 (2024年1月3日、BSフジ)

中本のみ
- 通販DJ (2007年10月～2008年2月、フジテレビ)
- 少年タカトシ（2009年、BSジャパン）
- 人志松本の○○な話（2009年9月8日、フジテレビ）
- クイズ$ミリオネア（2010年3月9日、フジテレビ） - 千原ジュニアのテレフォン係として
- 芸能人リアルプライベート番組 Star Tours 千原ジュニアの宮古島 (2010年8月1日、テレビ東京)
- サタデーバリューフィーバー「なみだ記念日～ハートフルサプライズ～」 (2011年1月29日、日本テレビ)
- 地球のしゃべり方 (2011年2月17日、TBSテレビ) - 「正月プライベート旅行スペシャル」
- 笑う経済白書 THEピンキリSHOW (2012年1月25日、TBSテレビ)
- ざっくりハイボール (2012年3月10日、テレビ東京)
- お転機姉さん (2012年4月6日、フジテレビ)
- ざっくりハイボール (2012年6月23日、テレビ東京)
- ゴシップルーム～芸能界の噂、ホントか嘘か!? (2012年7月14日、フジテレビ)
- 徳井と後藤と麗しのSHELLYが今夜くらべてみました (2012年8月21日、日本テレビ)
- にけつッ!! (2012年9月25日、読売テレビ)
- ざっくりハイボール (2012年9月29日、テレビ東京)
- ざっくりハイタッチ (2012年10月20日、テレビ東京)
- 日本縦断!男と女とはんこ旅 (2013年2月27日、テレビ東京)
- あるあるJAPAN (2013年7月1日、TBSテレビ)
- ざっくりハイタッチ (2013年8月31日、テレビ東京)
- ざっくりハイタッチ (2013年11月30日、テレビ東京) - 「芸人リアルバイト事情」
- 水曜日のダウンタウン (2014年7月23日、TBSテレビ) - 売れてる芸人が連れてる後輩芸人、ほぼほぼポンコツ説 VTR出演
- ナカイの窓 (2014年8月20日、日本テレビ) - 「軍団対決第4弾 千原ジュニア軍団VS女芸人会」
- アメトーーク! (2015年4月16日、テレビ朝日) - お酒飲みすぎちゃう芸人 千原ジュニアの飲み会VTR出演
- 本能Z（2015年10月3日、CBCテレビ）
- アリよりのアリSP (2016年1月5日、TBS)
- 未知の世界に飛び込め THE体感 (2016年10月6日、TBSテレビ)
- ブラマヨ弾話室～ニッポン、どうかしてるぜ!～ (2017年4月9日、BSフジ)
- EXD44 (2018年12月9日、テレビ朝日)
- あさイチ (2019年6月19日、NHK)
- 元就。外伝×カンムリ袋とじ すたこらジャーニー にたく（2019年6月29日、中国放送） - 山根良顕（アンガールズ）とコンビで出演

ラジオ
- 笑の細道 (2012年7月～2013年5月、 FM新潟)-中本のみ 月1レギュラー

CM
- 旭化成 クックパー 「さかなの会話」(2011年、声の出演)「クックパー氏登場」(中本のみ出演)

## リンク
- ツーナッカン プロフィール｜吉本興業株式会社
- 中本ブログ - ウェイバックマシン（2009年2月1日アーカイブ分）[リンク切れ]
- ツーナッカン 中本 (@nakamoto501) - X
- ツーナッカン 中山 (@2nakkan) - X